# سلاح نووي استراتيجي
سلاح نووي استراتيجي هو سلاح نووي مصمم لاستخدامه على أهداف غالبا في مناطق مستقرة بعيدة عن ساحة الحروب كجزء من خطة إستراتيجية مثل القواعد العسكرية ومراكز القيادة العسكرية وصناعات الأسلحة والنقل والاقتصاد والطاقة والبنية التحتية والمناطق ذات الكثافة السكانية العالية مثل المدن والبلدات على النقيض من السلاح النووي التكتيكي والذي تم تصميمه للاستخدام في الحروب كجزء من الهجوم مع القوات التقليدية.

## وصلات خارجية
- أرشيف الأسلحة النووية
- Bockscar, طائرة B-29 المستخدمة لإلقاء القنبلة